# 超回転 寿司ストライカー The Way of Sushido
『超回転 寿司ストライカー The Way of Sushido』（ちょうかいてん すしストライカー ザ ウェイ オブ スシドー、Sushi Striker: The Way of Sushido）は、任天堂より2018年6月8日に発売されたNintendo Switch・ニンテンドー3DS用ゲームソフト。開発はインディーズゼロ。アニメーションパートの監督は大地丙太郎。

## 概要
回転寿司を題材にしたアクションパズルゲームで、主人公とスシガミの育成といったコンピュータRPG要素を併せ持つ。
交互に流れるレーンに流れて来るスシの皿をつないで取り、相手にぶつけてダメージを与える「スシバトル」がメイン。スシを食べることで上がるゲージが溜まるとスシガミのスキルを発動させ、こちらに有利な効果が得られる。ストーリーモード以外にも、オンライン、Switchのおすそわけプレイ、ローカル通信などでの対戦モードも収録。
2017年6月14日（北米時間）に任天堂がE3 2017会場より配信した番組・Nintendo Treehouse:Live内でニンテンドー3DS用ソフトとして発表された。2018年3月9日のNintendo Directにおいて発売日とNintendo Switch版も発売されることが発表された。

## キャラクター
ムサシ
声 - 米内佑希（男子）／高橋李依（女子）
本作の主人公（ゲーム開始時に性別の選択が可能）。
ジンライ
声 - 杉田智和
ムサシのパートナーのスシガミ。
スキルは「百連皿」。
ユーリア
声 - 水瀬いのり
ピンク色の髪が特徴の少女。帝国軍。
寿司に関して「早く食べろ」と言われてきた。
帝国軍を離反後は、孤児院の子供たちのお世話をしている。
グロム
声 - 子安武人
帝国の元帥。「感謝食べ」を習得している。
その正体は、ムサシの父「ジュウベエ」。リョーマに負けた後は共和国を去った。
コジロー
声 - 河西健吾
ムサシの宿命のライバル。敗北したら、わさび辛かった。
ユキチ
声 - 豊永利行
放浪しているスシライカー。チュートリアルの担当だが、帝国にさらわれてしまう。
アブリコス
声 - 白熊寛嗣
帝国の三将軍の一人。マッチョ体形が特徴。
リョーマ
声 - 内山昂輝
「スシ解放戦線」のリーダーの男性。
シャリを捨てる「邪道食い」でジュウベエに勝ったが、スシガミとの契約を結べなくなった。
ドートン
声 - 山本和臣
関西弁でしゃべる肥満体の少年。回転ずしを作った。
バンブーク
声 - 茶風林
帝国の三将軍の一人。ワサビを好む老人。
ソスナ
声 - 小林ゆう
帝国の三将軍の一人で、紅一点。赤みの寿司を嫌う自称「お嬢様」。
グラード
声 - 木村良平
帝国の皇帝。ゴウライのパートナー。エンディング後は、ムサシサーモンは、グラード寿司を食べようとしたが、激怒したグラードを寿司を投げつけた。主人公ムサシは歯がたたず、グラードはストレスで皇帝陛下を消え去った。
チャラオ
声 - 三木眞一郎
スシのことを「シースー」という謎の男。
業界用語を使う。

## コラボキャンペーン
- スシロー限定いくらとろサーモン